# Socjaldemokratyczna Partia Radykalna
Socjaldemokratyczna Partia Radykalna (hiszp. Partido Radical Social Demócrata, PRSD) – chilijska lewicowa partia polityczna, założona w 1994 z połączenia Partii Radykalnej i Partii Socjaldemokratycznej. Partia jest członkiem Międzynarodówki Socjalistycznej.
Na arenie krajowej jest jednym z członków centrolewicowej Koalicji Partii na rzecz Demokracji. W ostatnich wyborach parlamentarnych (w 2009) udało się jej zdobyć 5 mandatów w izbie niższej i 1 w senacie. Partia posiada ponadto 11 mandatów samorządowych. Na przełomie lat 1999/2000 partia wspierała kandydaturę Ricardo Lagosa na stanowisko prezydenta Chile.